# Pluviometro

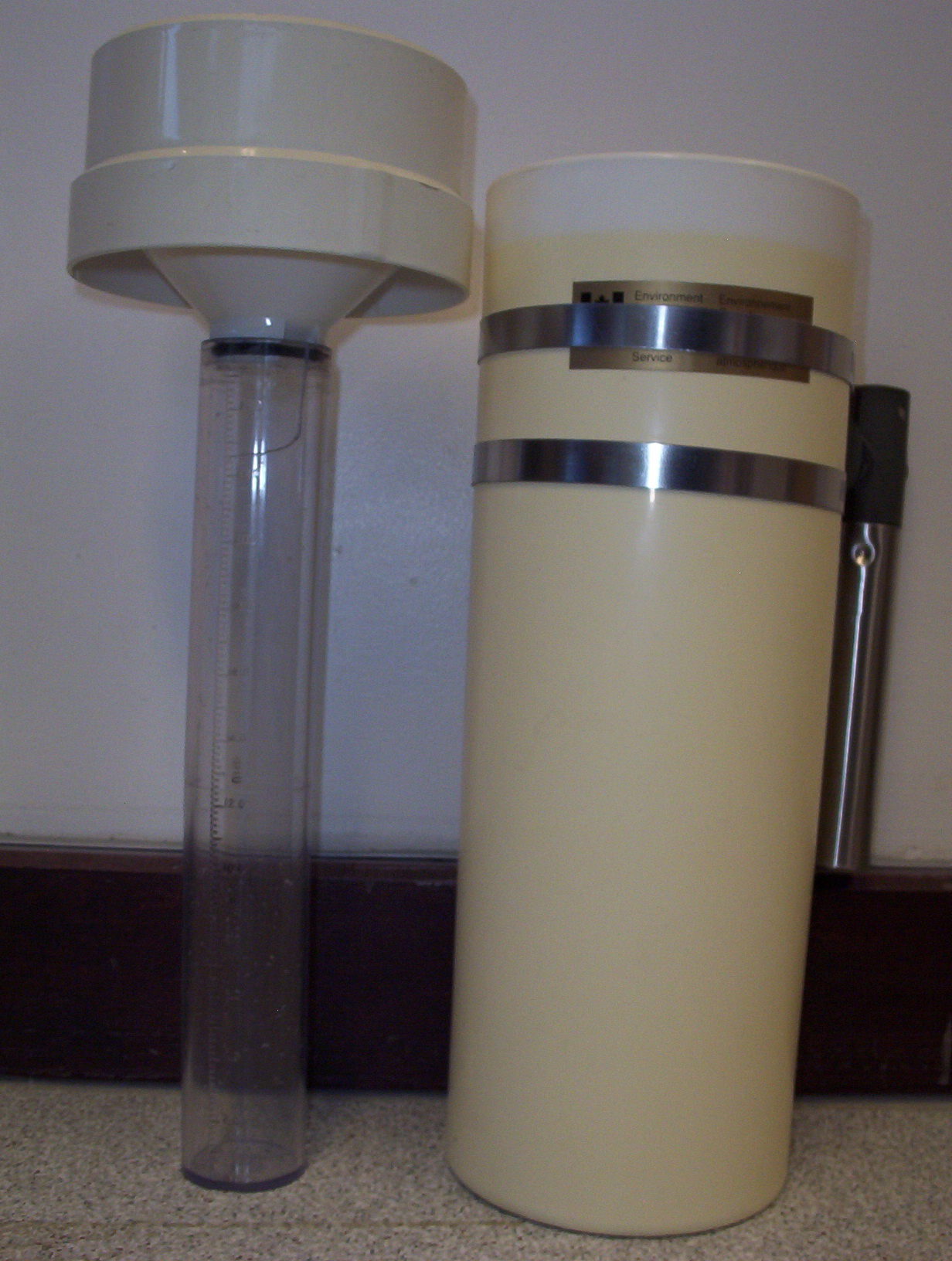
Pluviometro

Il pluviometro è lo strumento utilizzato per misurare la quantità di pioggia caduta. Esso fa parte della dotazione di strumenti principali di una comune stazione meteorologica. Il pluviometro, per poter registrare correttamente il livello delle precipitazioni, deve essere installato in un luogo aperto e libero da ostacoli. I dati recepiti dalle stazioni pluviometriche vengono raccolti e ordinati negli annali idrologici. 

## Storia
Misurazioni della pioggia furono riportate già nell'antica letteratura: in India furono descritte nell'Arthashastra intorno al 400 A.C., in Palestina furono descritte nella Mishnah intorno al 200 A.C., mentre in Cina, risalgono da testi di Qin Jiushao intorno al 1247.
Il primo pluviometro standardizzato fu costruito in Corea nel 1441 dal principe Munjong, figlio del re Sejong il Grande. Nel 1639 Benedetto Castelli, allievo di Galileo, effettuò misure delle precipitazioni mediante un recipiente cilindrico in vetro, in cui misurava il livello dell'acqua dopo la pioggia. Nel 1662 Christopher Wren inventò il pluviometro basculante, prototipo dei pluviometri moderni, che fu perfezionato nel 1670 da Robert Hooke.
Storicamente si indicavano come pluviometri quegli strumenti che di fatto non avevano modo di registrare l'evoluzione temporale della pioggia e che venivano controllati a cadenza quotidiana. Diversamente il pluviografo era uno strumento che riusciva, mediante un sistema di registrazione meccanico, a riportare graficamente la quantità di pioggia caduta in un certo intervallo di tempo (giornaliero, settimanale, ecc), su un'apposita striscia di carta millimetrata. Con questi strumenti era possibile arrivare a risoluzioni temporali massime dell'ordine di cinque minuti, anche se nella maggioranza dei casi la risoluzione utilizzata era nell'ordine della mezz'ora.
Ovviamente la registrazione di un evento di pioggia con questo sistema comportava una serie di problemi di manutenzione, affidabilità degli strumenti, lettura e trattazione dei dati che doveva essere fatta comunque a mano. Con lo sviluppo dell'elettronica prima e dell'informatica poi, i pluviografi sono andati sempre più affermandosi dato che acquistavano facilità di gestione e di utilizzo, soprattutto perché si passava da strumenti meccanici a strumenti elettronici con la possibilità di archiviare i dati in maniera digitale. Oggi la distinzione tra i due tipi di strumenti è di fatto quasi scomparsa e ha senso solo quando sono considerati i vecchi strumenti che non hanno una capacità di registrazione delle precipitazioni inferiore alle 24 ore.

## Tipologie

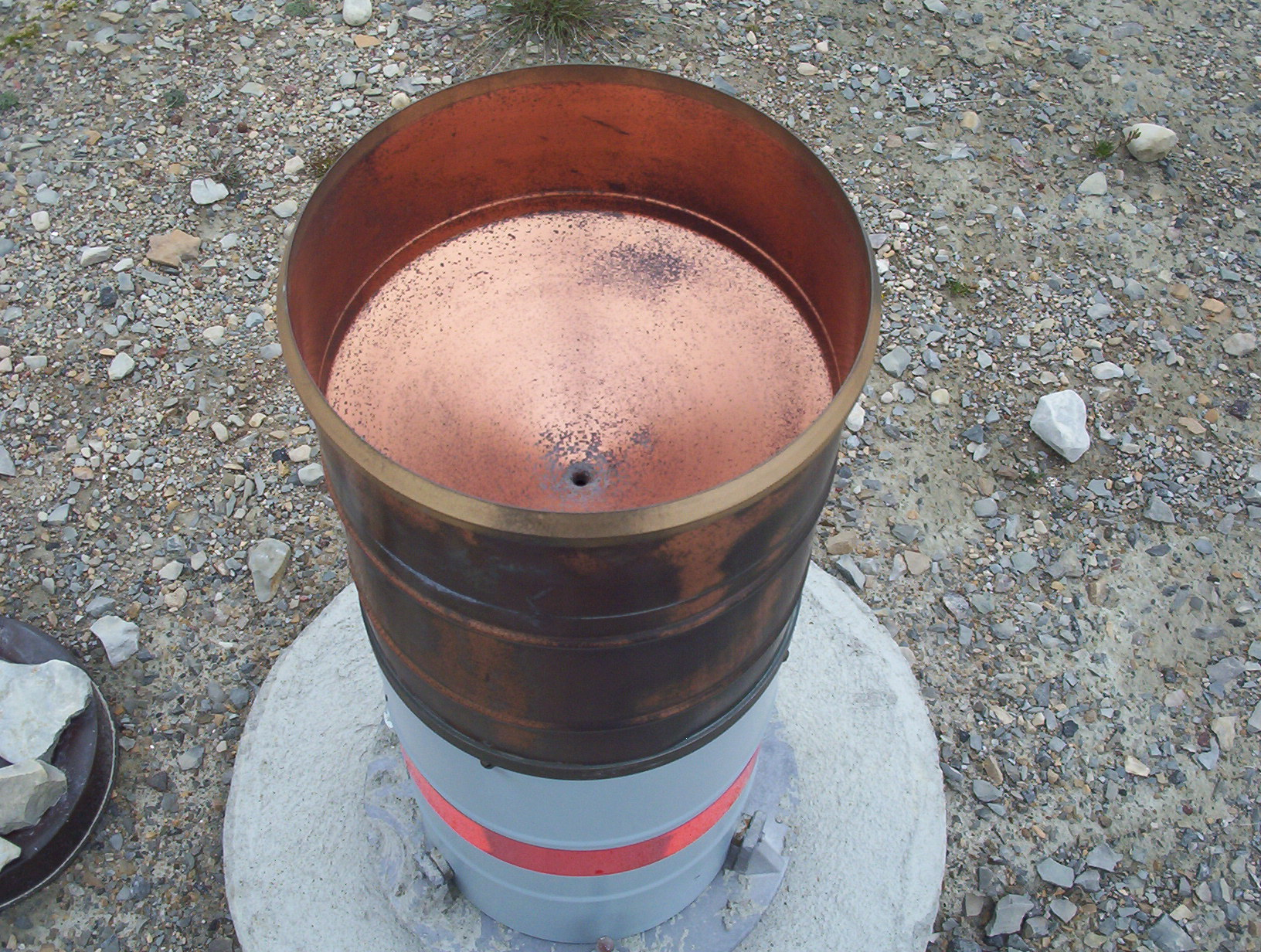
Un pluviometro visto dall'alto

### Pluviometro manuale
Un semplice pluviometro manuale è costituito da un apposito vaso cilindrico, solitamente in plastica, dotato di una scala graduata. L'altezza dell'acqua che riempie il vaso equivale alla pioggia caduta che si misura in millimetri. Si noti che con tale unità di misura l'ammontare della precipitazione risulta indipendente dalla superficie in cui la si misura, mentre sarebbe dipesa dalla superficie se fosse stata espressa in unità di volume cioè ad esempio millilitri. Un millimetro di pioggia equivale a 1 l/m².

### Pluviometro totalizzatore
Si tratta di un grosso cilindro, sormontato da un imbuto, con la capacità di raccogliere diversi litri di acqua. Viene utilizzato per monitorare le precipitazioni in zone isolate poiché permette la lettura dei valori cumulati di precipitazione una volta ogni diversi mesi.

### Pluviografo a sifone
È composto da un tamburo rotante che ruota con velocità costante, su di esso vi è una griglia di carta in cui in ascissa si ha il tempo ed in ordinata l'altezza della pioggia, che viene definita grazie ad un pennino, che muovendosi verticalmente (per mezzo di un galleggiante) segna sulla carta l'altezza della pioggia. Se non piove, il livello dell'acqua rimane costante e dunque il pennino segna una linea diritta orizzontale. Quando inizia a piovere, l'acqua entra dentro l'imbuto, mentre il tamburo ruota, il galleggiante sale, originando sulla carta degli incrementi verticali (inclinati). 
Con questa strumentazione è possibile definire ogni ora quanti millimetri di pioggia sono caduti. Se il pennino arriva sul margine alto della striscia di carta, significa che il livello nel recipiente corrisponde al beccuccio della cannula, quindi s'innesca un funzionamento a sifone per il quale si origina una depressione nel galleggiante, mentre l'acqua continua ad uscire fino a che entra aria nel sifone (corrisponde ad una linea verticale nel grafico).
Questo strumento permette di misurare l'intensità media di pioggia in un certo intervallo di tempo:
{\displaystyle {\frac {h(\Delta {\mathit {T}})}{\Delta {\mathit {T}}}}={\mathit {i}}}
In realtà l'intensità di pioggia non è costante nel tempo, ma varia, quindi occorre definire l'intensità istantanea di pioggia:

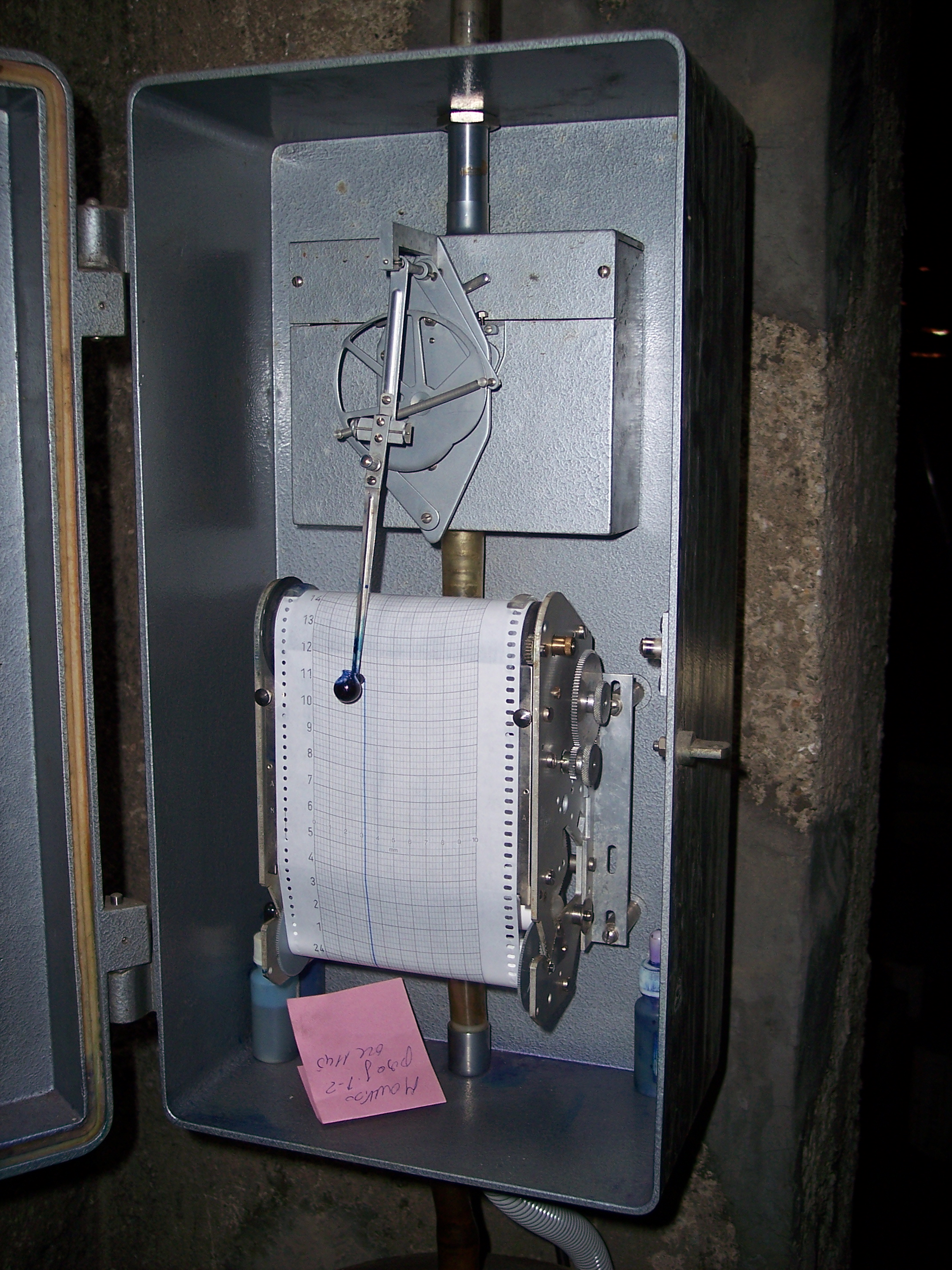
Un pluviografo a doppia vaschetta basculante tipo SIAP UM8150

{\displaystyle \lim _{\Delta {\mathit {T}}\rightarrow 0}{\frac {h(\Delta {\mathit {T}})}{\Delta {\mathit {T}}}}={\mathit {i}}({\mathit {t}})}

### Pluviografi a doppia vaschetta basculante
L'imbuto porta acqua in una doppia vaschetta metallica o di plastica, incernierata in un punto. È un sistema il cui equilibrio varia a seconda di quanta acqua c'è nelle vaschette; in genere lo strumento è calibrato per ribaltarsi ogni 0,2 mm (o nei paesi anglosassoni ogni 0.1 pollici, equivalente a 0,254 mm).
Tale vaschetta è collegata ad un sistema che scrive su carta, avvolta su 2 rulli, che tendono la carta in modo che il pennino scriva su una porzione di carta "piana". Il pennino è incernierato, quindi in caso di pioggia, viene rappresentato un arco di cerchio (il cui raggio equivale alla distanza dalla cerniera), in caso di assenza di pioggia si ha una linea orizzontale.
Nel periodo di riempimento della vaschetta il pennino registra un tratto orizzontale, al momento del ribaltamento, segna un gradino di 0,2 mm. In conclusione si ha una funzione a gradini, la cui alzata è costante (0,2), mentre la pedata (la base dello scalino) varia in base al tempo di riempimento della vaschetta.
Una volta che il pennino arriva in cima allo spazio carta, si ribalta e segna in discesa. Sommando tutte le alzate in salita ed in discesa sulle 24 ore si calcola il totale di pioggia caduta (in mm) nella giornata. Anche con questo strumento si leggono le intensità di pioggia. 
Ultimamente sono in commercio pluviometri in cui la registrazione avviene in modo elettronico che possono essere collegati ad un server centrale che immagazzina tutti i dati raccolti.
Con questo strumento si può effettuare la misurazione anche in caso di neve: l'imbuto viene munito di resistenza termica, che scioglie l'acqua (in fase solida), riduce il volume misurato ad 1/10 della neve equivalente e misura l'equivalente in acqua.